# Drymaria jenniferae
Drymaria jenniferae är en nejlikväxtart som beskrevs av Villarreal och A.E.Estrada. Drymaria jenniferae ingår i släktet Drymaria och familjen nejlikväxter. Inga underarter finns listade i Catalogue of Life.